# 一事無成的偉大 自選作品輯
《一事無成的偉大 自選作品集》是台灣搖滾團體八三夭的第六張大碟，是滾石唱片推出的第三張專輯。專輯於2019年3月10日開始預購，3月27日發行，第一主打歌為《一事無成的偉大》 

## 官方介紹
THE GREAT NOBODY SELECTION
2019 全新：自白作品 [ 外婆的告別式 ] +
2019 全心：魯蛇情歌 [ 蠢蛋 ] +
2019 重新：重新編曲錄音初心作品 [ 拯救世界 ] + 搖滾HERO重新詮釋作品 [ SHERO ] +
2018 雙巨蛋全紀念：南北2+1三萬人雙蛋初體驗 [ 一事無成的偉大 ] + 萬人大合唱版 [ 最後的8/31 ] ...
喪志系的勵志歌曲｜寫實派的真實故事絕無改編
難下嚥的心靈雞湯｜打造銅腸鐵胃不怕消化不良
24首自選曲，一起默默耕耘，活出一事無成的偉大。
如果，沒有這24首歌，
八三夭依舊只是夏天裡被遺忘的最後一天...。
幸好，八三夭拼命在地球上留下這24首歌，
八三夭有了遇見10000個你的第一天...
寫了很多歌，唱了很多場，有點像一直原地踏步；
但這貌似原地一步一步的累積，終也積沙成塔，
讓八三夭站上南北萬人雙巨蛋里程碑！
「搖滾樂，從來都不只是台上五個人的事。」
這一生一事無成又怎樣，讓這24首歌曲永遠陪著我們，
為自己，驕傲的唱！
沒有康莊大道讓你一蹴可幾，只有陪你默默耕耘步步累積；
直到走上你的小巨蛋，活出一事無成的偉大。

## 曲目
| CD1                               | CD2                               |
| --------------------------------- | --------------------------------- |
| 外婆的告別式                      | SHERO (HERO交響版)                |
| 一事無成的偉大                    | 飢餓遊戲                          |
| 我不想改變世界 我只想不被世界改變 | 怪物                              |
| 蠢蛋                              | 最好的結局                        |
| 瘋子                              | 不是男人                          |
| 拯救世界 (不被世界改變版)         | 本色                              |
| 搖勒搖勒                          | 渴了                              |
| 我怎麼哭了                        | 乾啦 乾啦 feat.任賢齊+五月天 阿信 |
| 眉飛色舞PLUS. 鄭秀文x八三夭       | 來去夏威夷2012                    |
| 東區東區                          | 老媽最常說的十句話                |
| 鋼鐵人                            | 世界上最危險的東西就是希望        |
| ✘                                 | 最後的8/31 (萬人合唱版)           |

## 線上聆聽
「一事無成的偉大」自選作品輯-Spotify （页面存档备份，存于）
「一事無成的偉大」自選作品輯-Youtube music （页面存档备份，存于）
「一事無成的偉大」自選作品輯-Apple music （页面存档备份，存于）
「一事無成的偉大」自選作品輯-kkbox